# Eurostar International

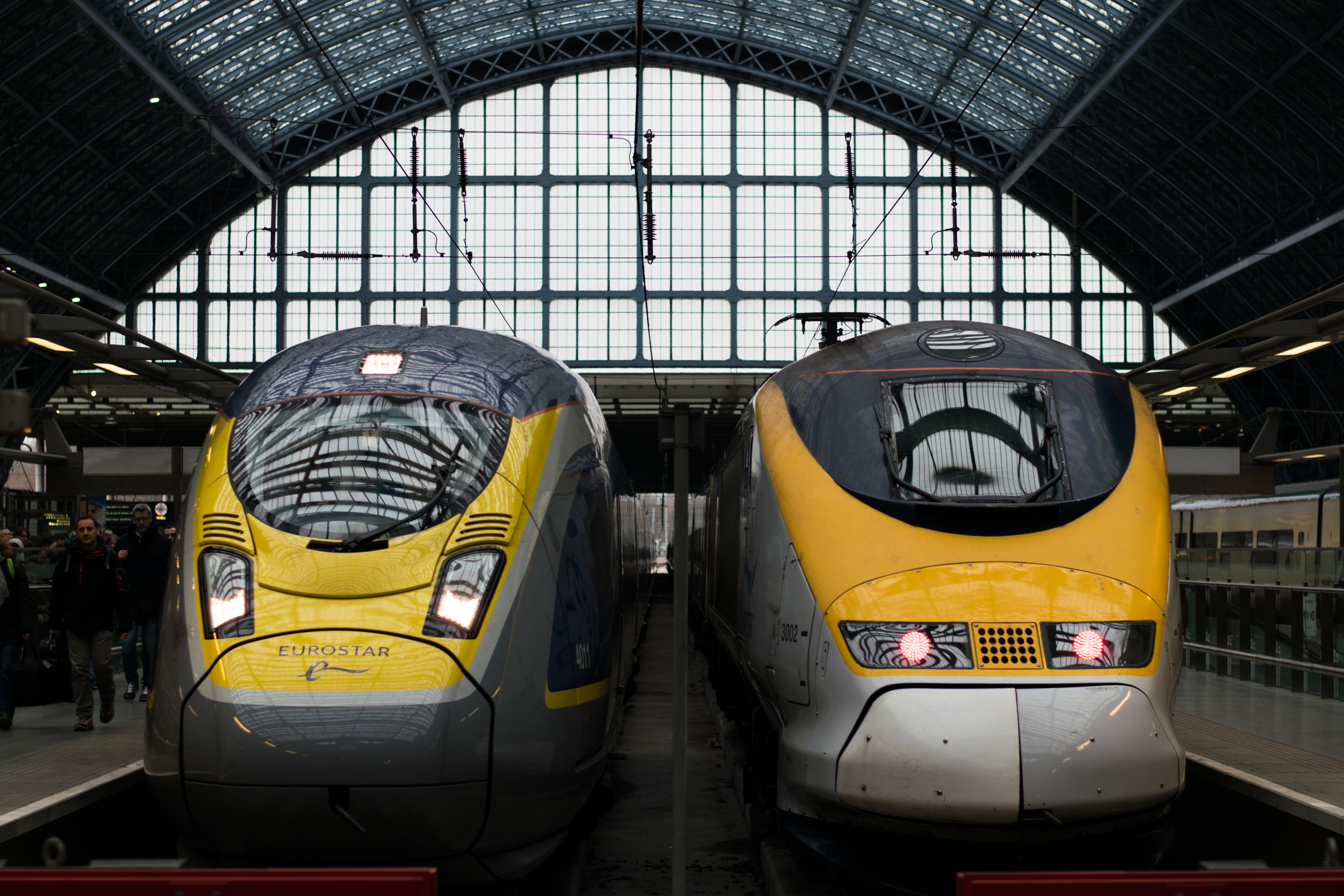
Zwei Züge von Eurostar International im Bahnhof St Pancras (London)

Eurostar International ist der Betreiber der Hochgeschwindigkeitszüge von London durch den Eurotunnel über Lille nach Paris, Brüssel, Rotterdam und Amsterdam. Die Muttergesellschaft von Eurostar International ist die Eurostar Group, die außerdem Eigentümer von THI Factory ist. Die Züge beider Unternehmen werden unter der Marke Eurostar vertrieben.

## Betreibergesellschaft
Eurostar begann als gemeinsames Projekt der französischen Bahngesellschaft SNCF, der belgischen Bahngesellschaft NMBS/SNCB und der damaligen britischen Bahngesellschaft British Rail (BR) zum Betrieb der Züge durch den Eurotunnel unter dem Ärmelkanal. Im Vorlauf zur Bahnprivatisierung in Großbritannien schuf BR die European Passenger Services (EPS), in die sie ihre Eurostar-Teilhabe einbrachte. Im Juni 1996 wurde EPS an die London & Continental Railways (LCR) verkauft, die dann im Oktober den Namen der EPS in Eurostar UK Ltd (EUKL) änderte.
London & Continental Railways war neben dem Betrieb der Eurostar-Züge auch mit dem Bau der Hochgeschwindigkeitsstrecke von London nach Dover (High Speed 1) beauftragt; durch massive finanzielle Probleme kam es 1998 zu staatlichen Stützungsmaßnahmen; als Folge übertrug LCR die Betriebsführung von EUKL an InterCapital and Regional Rail (ICRR) bis zum Jahr 2010. An ICRR waren die britische Bus- und Bahngesellschaft National Express Group mit 40 % des Kapitals beteiligt, die SNCF mit 35 %, die NMBS/SNCB mit 15 % und die Fluggesellschaft British Airways als stiller Teilhaber mit 10 %.
Im Juni 2009 übernahm die britische Regierung LCR schließlich vollständig. EUKL wurde anschließend in Eurostar International umfirmiert und im September 2010 brachten die jeweiligen französischen und belgischen Bahngesellschaften ihre jeweiligen Eurostaraktivitäten in die neue Eurostar International ein. Somit kam auch das gesamte Rollmaterial in die Hand des nun vereinten Betreibers. Die Gesellschaft entstand zum 1. September 2010 aus dem Zusammenschluss der vormaligen nationalen französischen, britischen und belgischen Bahnbetreibergesellschaften. Bis März 2015 gehörten 40 % der Anteile der britischen Regierung, danach wurde das Gesellschaftskapital zu 55 % von der SNCF, zu 30 % von der Caisse de dépôt et placement du Québec (CDPQ), zu 10 % von Hermes Infrastructure und zu 5 % von der belgischen NMBS/SNCB gehalten. Seit 2022 werden alle Anteile von der neu gegründeten Holdinggesellschaft „Eurostar Group“ gehalten, an der wiederum die vorherigen Gesellschafter beteiligt sind.
Schon bald nach der Eröffnung der Eisenbahnstrecke High Speed 1 im November 2006 gab die britische Regierung bekannt, ihren Anteil am Betreiber und der Infrastruktur verkaufen zu wollen.
Die Deutsche Bahn hatte 2008 ihr mögliches Interesse am Kauf von EUKL bekundet, was vom Präsidenten der SNCF Guillaume Pepy allerdings strikt abgelehnt wurde.
Im Dezember 2013 bekräftigte die britische Regierung nochmals die Verkaufsabsicht ihres 40-%-Anteils am nun vereinten Betreiber. Schließlich verkaufte die britische Regierung ihren Anteil von 40 % im März 2015 an zwei institutionelle Anleger.
2019 gab die SNCF als Mehrheitseigentümerin an Eurostar bekannt, dass sie ihre beiden Töchterunternehmen Thalys und Eurostar fusionieren werde.
Die Fusion sollte, vorbehaltlich der Zustimmung der Wettbewerbsbehörden, 2021 umgesetzt werden.
Im Jahr 2020 führte die COVID-19-Pandemie jedoch zu einem Einbruch der Passagierzahlen. Aufgrund von Reisebeschränkungen und massiv gesunkener Nachfrage hatte Eurostar das Zugangebot zusammengestrichen. Als Grund wird auch die Verschärfung der Einreisekontrollen nach dem Brexit und den damit verbundenen umfassenden Grenzkontrollen zwischen dem Vereinigten Königreich und Frankreich angegeben. Seit März 2020 werden die Bahnhöfe Calais-Fréthun, Ashford und Ebbsfleet nicht von den Eurostar-Zügen bedient. Zeitweise verkehrte nur jeweils ein Zugpaar täglich zwischen London und Paris bzw. Amsterdam. Die Verbindungen nach Südfrankreich und zum Disneyland wurden für den Rest des Jahres 2020 und das ganze Jahr 2021 ausgesetzt. Fehlende Einnahmen in Folge der Pandemie führten Eurostar an den Rand der Insolvenz. Verhandlungen mit der britischen und der französischen Regierung über Hilfen blieben erfolglos. Im Mai 2021 schnürten die Anteilseigner von Eurostar ein 250 Millionen Pfund schweres Rettungspaket.
Aufgrund der finanziellen Probleme beider Unternehmen wurde die angestrebte Fusion erst 2022 umgesetzt.
Im Mai 2022 wurde die Holdinggesellschaft „Eurostar Group“ mit Sitz in Saint-Gilles/Sint-Gillis, Belgien neu gegründet. Diese hält 100 % der Anteile an Eurostar International Limited und der THI Factory SA, die den Thalys betreibt. An der Holdinggesellschaft sind die SNCF (55,75 %), die Caisse de dépôt et placement du Québec (CDPQ, 19,31 %) und die NMBS/SNCB (18,5 %) beteiligt. 6,44 % entfallen auf Federated Hermes Infrastructure. Seit Anfang Oktober 2023 treten die Züge beider Unternehmen einheitlich unter der Marke Eurostar auf.

## Fahrzeuge

### TGV TMST

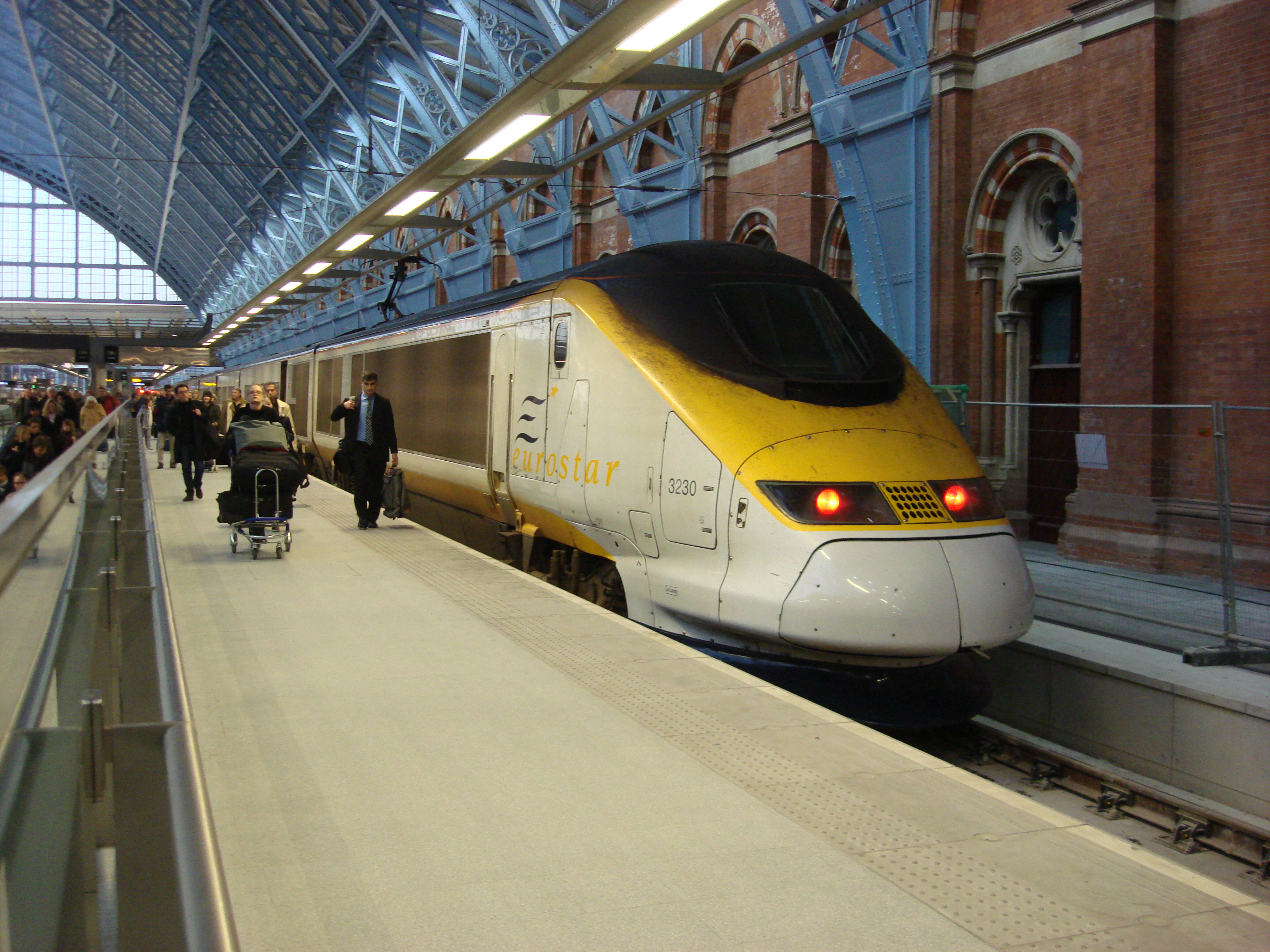
Eurostar im Bahnhof St Pancras (2007)

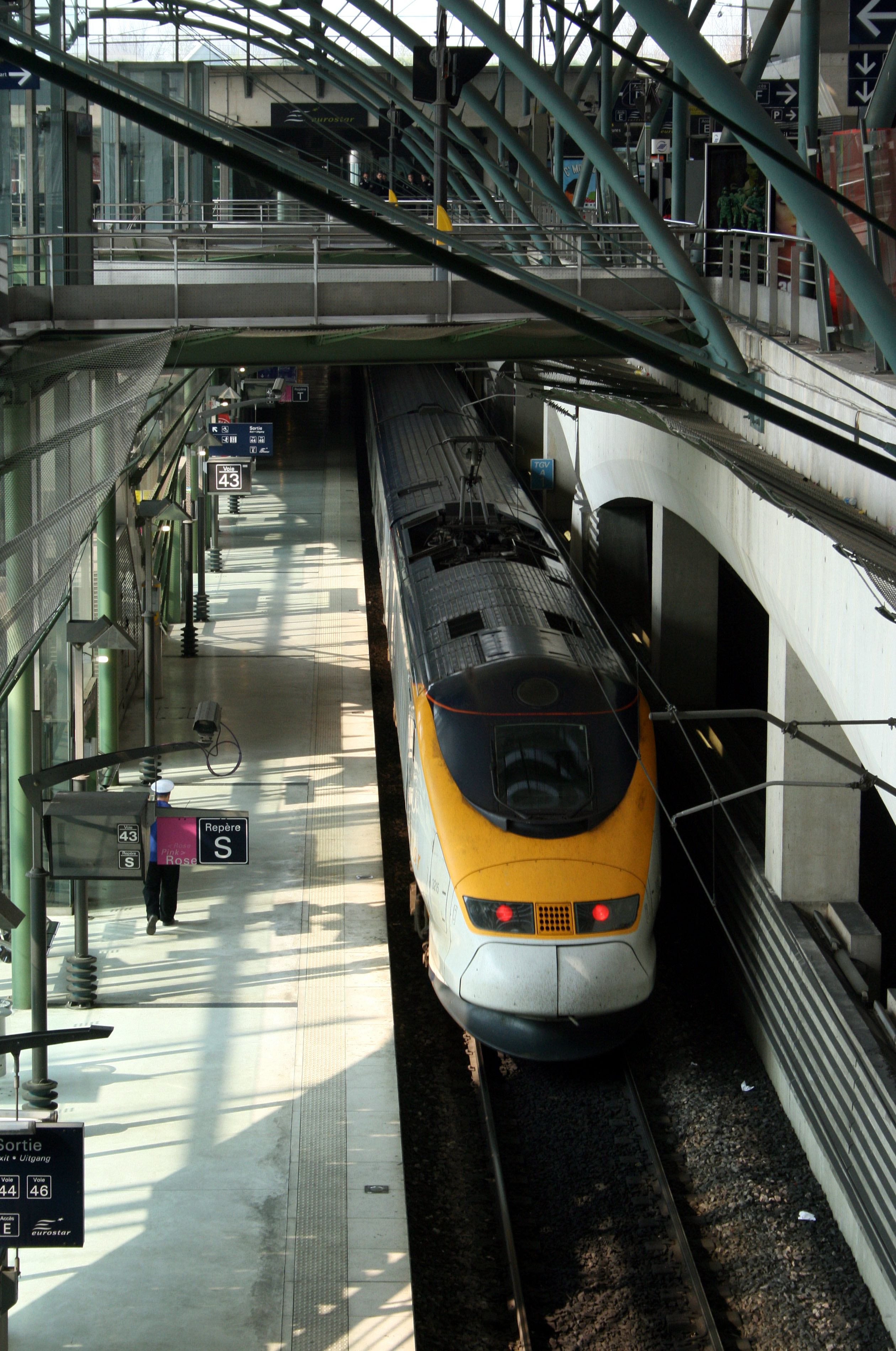
Eurostar im Bahnhof Lille-Europe (2007)

Die Züge wurden von Alstom auf der Basis des TGV Atlantique entwickelt und konnten ursprünglich sowohl Stromschienen als auch Oberleitungen verwenden, wobei bei letzteren unterschiedliche Spannungen möglich sind (25 kV Wechselspannung mit 50 Hz sowie Gleichspannung von 3 kV und in einigen Zügen auch 1,5 kV). Höhe und Breite der Züge mussten an das kleinere Lichtraumprofil auf den britischen Strecken angepasst werden, daher beträgt die Breite der Eurostar-Einheiten lediglich 2,81 Meter (zum Vergleich: TGV-Triebzüge weisen eine Wagenbreite von 2,904 m auf). Außerdem musste den besonderen Sicherheitsanforderungen für den Verkehr durch den Kanaltunnel Rechnung getragen werden, darunter besondere Brandschutzeinrichtungen wie Brandschutztüren zwischen einzelnen Wagen. Die Züge sind mit Fahrzeuggeräten der Zugbeeinflussungseinrichtungen der drei befahrenen Länder ausgerüstet: AWS und TPWS für Großbritannien, KVB, TVM und Crocodile für Frankreich sowie TBL und ebenfalls Crocodile für Belgien.
Bei Verwendung der Oberleitung erreichen die Züge eine Geschwindigkeit von 300 km/h – bei einer Versuchsfahrt wurde im Juli 2003 auf der Strecke High Speed 1 mit 334,7 km/h sogar ein Geschwindigkeitsrekord für Großbritannien aufgestellt.
Am 21. April 2008 stellte ein Eurostar mit einer Reisegeschwindigkeit von 198,6 km/h (123,4 Meilen pro Stunde) einen neuen britischen Rekord auf. Er bewältigte die 90,19 km (56,04 Meilen) lange Strecke von Ashford nach London in 27 Minuten und 15 Sekunden.
Die Züge bestehen wie die französischen TGV aus je einem Triebkopf an beiden Enden des Zuges, jedoch mit 18 bzw. 14 Mittelwagen, und können in beide Richtungen verkehren. Die Züge mit 18 Wagen werden auch „Three Capitals“ (Drei Hauptstädte) genannt, die kürzeren „North of London“ (NoL – Nördlich von London). Die Mittelwagen sind zu je neun bzw. sieben mit Jakobsdrehgestellen verbunden; diese Gliederzugteile sind in der Zugmitte miteinander und mit den Triebköpfen über automatische Kupplungen verbunden, so dass sie sich im Betrieb leicht trennen lassen. Bei einem Schaden in einem Triebkopf sollte der Zug geteilt oder vom defekten Triebkopf abgetrennt und von dem Triebkopf am anderen Ende aus dem Tunnel gezogen werden können. Bei den „Three Capitals“ aus 18 Wagen ist das jeweils dem Triebkopf nächste Drehgestell angetrieben. Die „Three Capitals“ sind 394 Meter lang, wiegen insgesamt 815 Tonnen und bieten 794 Sitzplätze, die „North of London“ sind 319 Meter lang, wiegen insgesamt 665 Tonnen, und bieten 578 Sitzplätze.
Seit 2015 werden diese Einheiten sukzessive umgebaut und dann als Eurostar E300 vermarktet.

#### Three Capitals
Von den 27 „Three Capitals“-Einheiten, die zwischen London, Paris und Brüssel eingesetzt werden sollten, befinden sich zwölf im Eigentum der SNCF, elf gehören Eurostar UK und vier der NMBS/SNCB. Vor Aufnahme des Eurostar-Betriebs hatte die SNCF die Fahrzeugreserven als nicht ausreichend eingestuft und daher vier weitere Züge außerhalb des Fahrzeugpools auf eigene Rechnung beschafft. Die insgesamt 31 Garnituren wurden von Alstom geliefert und werden im britischen Baureihenregister als Reihe 373/1 geführt. Die 22 Halbzüge „Three Capitals“ mit den Nummern 3001 bis 3022 gehören Eurostar UK (EUKL), die acht Halbzüge 3101 bis 3108 der SNCB/NMBS, die 32 Halbzüge 3201 bis 3232 der SNCF.
Nachdem sich Verkehrsprognosen, in den ersten drei Betriebsjahren 14 bis 16 Millionen Fahrgäste zu transportieren, als zu hoch herausgestellt hatten (Ende der 1990er Jahre: acht Millionen Fahrgäste), wurden neue Aufgaben für die überzähligen Triebzüge gesucht. Für das Betriebsprogramm waren 1999 nur 21 der insgesamt 31 langen und 7 kurzen Züge benötigt worden. Die SNCF rüstete daraufhin neun Einheiten zu Viersystemzügen um, um in der Wintersaison in den mit 1500 V Gleichspannung elektrifizierten Süden Frankreichs bis in die französischen Alpen fahren zu können.
Nachdem die 31 Einheiten Ende der 1990er Jahre nur mit zehn Zugpaaren pro Tag zum Einsatz gekommen waren, zog die SNCF drei Triebzüge ab und rüstete sie für den Betrieb unter 1,5 kV Gleichspannung auf. Sie verkehrten ab Mitte 1999 zwischen Brüssel und Nizza, ohne Bedienung von Paris.

#### North of London
Die 14 Halbzüge „North of London“ werden als Reihe 373/2 geführt und aus einem Triebkopf und neun bzw. sieben Mittelwagen gebildet. Sie gehören Eurostar UK und tragen die Nummern 3301 bis 3314. Sie wurden für den Verkehr nördlich von London beschafft, kamen aber dort nie zum Einsatz, da die Sicherheitsanforderungen (abgetrennte Bahnhofsbereiche, Sicherheitskontrollen) zur Ausrüstung der entsprechenden Bahnhöfe zu hoch gewesen seien. Auch wirtschaftliche Erwägungen und zunehmender Wettbewerb mit dem Luftverkehr wurden gegen derartige Verkehre angeführt. Die sieben Züge wurden zunächst im North Pole Depot im Westen Londons abgestellt.
Erstmals kamen vier der Züge (zwei für den Betrieb und zwei, in Eurostar-Farben, als Reserve) zum Sommerfahrplan 2000 zum Einsatz, als die Great North Eastern Railway (GNER) mit ihnen ihr Angebot zwischen London und Edinburgh ausbaute. Drei Züge wurden zwischen 2001 und 2005 auf der East Coast Main Line (ECML) von der GNER als White Rose zwischen London King’s Cross und Leeds eingesetzt. Die übrigen Züge kamen auf der vergleichsweise schlecht ausgelasteten Relation Brüssel – London zum Einsatz. Die dadurch freigesetzten Langzüge wurden vorübergehend verwendet, um das Sitzplatzangebot auf der LGV Sud-Est auszubauen, bevor neue TGV-Duplex-Garnituren zur Verfügung standen. Die Züge wurden Ende 2005 an Eurostar zurückgegeben.
Sechs Züge werden heute von der SNCF für den Inlandsverkehr zwischen Gare du Nord (Paris) und dem Bahnhof Lille-Flandres eingesetzt. Einer dieser Züge wurde für Tests auf der High Speed 1 eingesetzt. Auch für Fahrten für bekannte Persönlichkeiten, zum Beispiel der britischen Königin, wurde einer der „NoL“-Eurostars benutzt.

### Eurostar 320

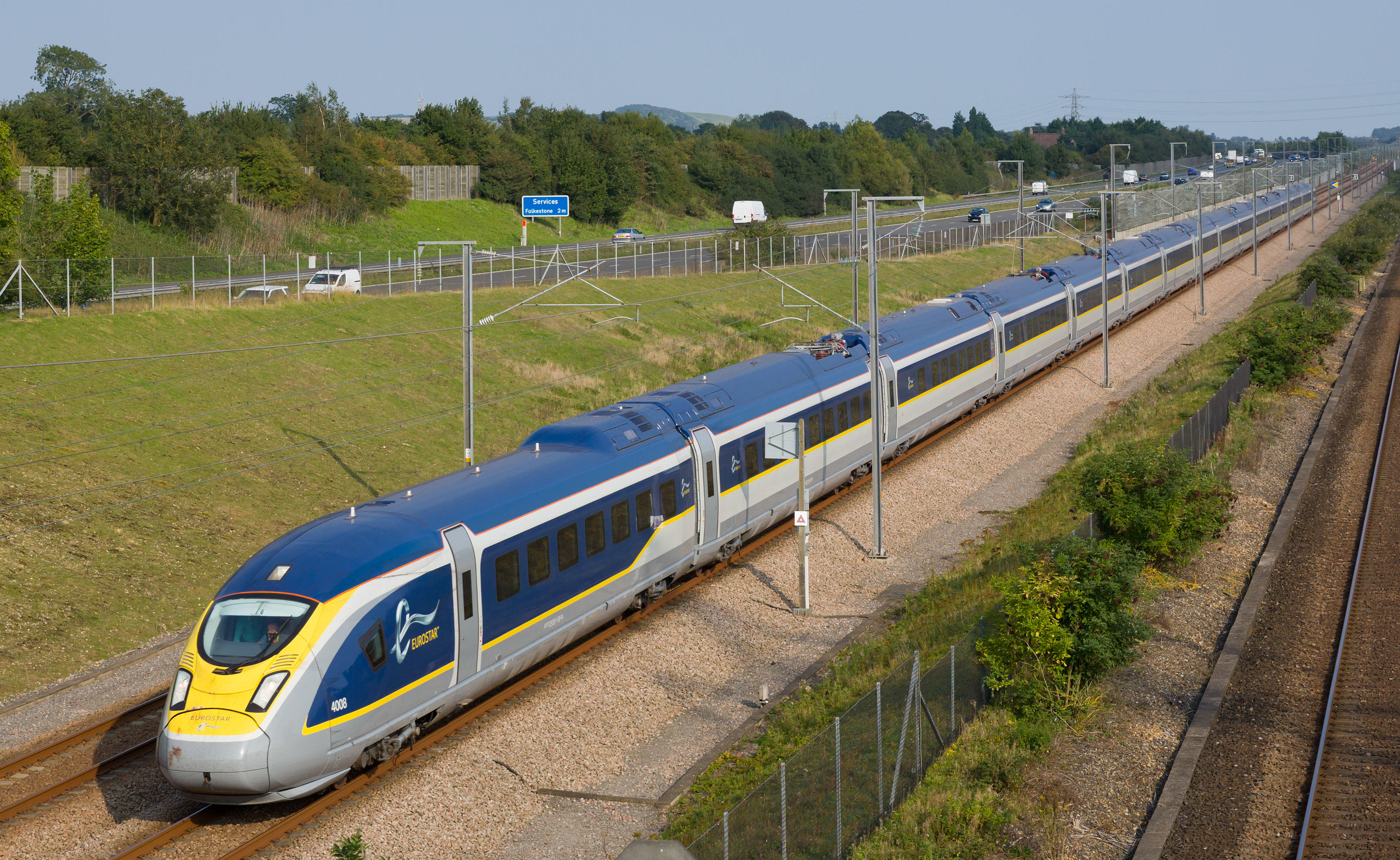
Eurostar 320 (2015)

Im Oktober 2010 gab Eurostar bekannt, zehn Triebzüge des Typs Eurostar 320 von Siemens Mobility erwerben zu wollen. Trotz einer anhängigen Klage des konkurrierenden Bieters Alstom gegen die Ausschreibung bzw. Auftragsvergabe wurde Dezember 2010 der Auftrag unterzeichnet.
Im November 2014 gab Eurostar bekannt, sieben weitere Züge zu bestellen.
Die ersten der bestellten Züge sind seit November 2015 im Einsatz, seit März 2018 alle 17 Züge. Mit diesen Zügen, die eine Kapazität von 894 Sitzplätzen bieten, wurde die Zahl der Ziele im Eurostar-System erweitert; seit April 2018 bedient Eurostar die Verbindung zwischen London und Amsterdam mit den e320-Zügen.

### Ehemals geplante Nachtzüge
Für Schlafwagenzüge namens Nightstar zwischen Großbritannien und dem europäischen Festland wurden entsprechende Wagen gebaut, die allerdings niemals zwischen Großbritannien und dem europäischen Festland zum Einsatz kamen. Von Lokomotiven gezogene Schlafwagenzüge mit jeweils 16 Wagen – 10 Schlafwagen, vier Sitzwagen, und zwei Service- und Speisewagen – sollten Glasgow, London, Manchester, Plymouth und Swansea in Großbritannien mit Amsterdam, Dortmund und Frankfurt am Main verbinden. 139 Wagen wurden bestellt; von 1992 bis 1997, als das Projekt auf Eis gelegt wurde, wurden 45 Wagen ganz und 32 teilweise fertiggestellt. 1999 wurde der Plan endgültig aufgegeben. Die von Alstom gebauten Wagen, die auf zwei britischen Militärgeländen abgestellt worden waren (Stand: Juli 2000), konnten 2001 an VIA Rail, ein kanadisches Eisenbahnunternehmen, verkauft werden.
Unabhängig von Eurostar wurde die Trasse 2013 in einer Potentialstudie des Internationalen Eisenbahnverbands (UIC) zu Hochgeschwindigkeitsnachtzügen über große Distanzen als erstes Teilstück einer Relation nach Madrid genannt. Dabei wurde die Wirtschaftlichkeit aufgrund hoher Trassenpreise, Grenzkontrollen und der Konkurrenz mit Billigflügen infrage gestellt.

### Zukünftige Fahrzeuge
Die Muttergesellschaft Eurostar Group plant, ab 2030 bis zu 50 neue Triebzuggarnituren einzusetzen, die in fünf Ländern zugelassen sind und somit dort freizügig verkehren können. Sie sollen die bislang eingesetzten Züge vom Typ TMST sowie die von der Schwestergesellschaft THI Factory auf den ehemaligen Thalys-Strecken eingesetzten Züge Thalys PBKA und PBA ersetzen. Zusätzlich sollen die Züge für zusätzliche Verbindungen durch den Eurotunnel eingesetzt werden. Welche Zugmodelle von welchem Bahnkonzern bestellt werden sollen, ist noch nicht entschieden worden; alle abzulösenden Fahrzeuge waren von Alstom geliefert worden.

## Streckennetz
| \| \| 0:00 \| London St Pancras \| London St Pancras \| \| \| \| Waterloo International (bis Nov. 2007) \| \| \| \| \| Stratford International (noch nie planmäßiger Halt) \| \| \| \| 0:16 \| Ebbsfleet International (bis März 2020) \| Ebbsfleet International (bis März 2020) \| \| \| \| \| \| \| \| 0:30 \| Ashford International (bis März 2020) \| Ashford International (bis März 2020) \| \| \| \| Eurotunnel (Fahrtzeit 0:21) \| \| \| \| \| Staatsgrenze Vereinigtes Königreich/Frankreich \| \| \| \| \| \| \| \| \| 0:54 \| Calais-Fréthun (bis März 2020) \| Calais-Fréthun (bis März 2020) \| \| \| 1:20 \| Lille-Europe \| Lille-Europe \| \| \| \| \| \| \| \| \| Staatsgrenze Frankreich/Belgien \| \| \| \| \| \| \| \| \| 1:51 \| Bruxelles-Midi/Brussel-Zuid \| Bruxelles-Midi/Brussel-Zuid \| \| \| \| Staatsgrenze Belgien/Niederlande \| \| \| \| 3:01 \| Rotterdam Centraal \| Rotterdam Centraal \| \| \| 3:41 \| Amsterdam Centraal \| Amsterdam Centraal \| \| \| 2:15 \| Paris-Nord \| Paris-Nord \| \| \| (2:53) \| Marne-la-Vallée – Chessy (wird nicht mehr angefahren) \| Marne-la-Vallée – Chessy (wird nicht mehr angefahren) \| \| \| \| \| \| \| \| 4:40 \| Lyon-Part-Dieu \| Lyon-Part-Dieu \| \| \| 5:49 \| Avignon TGV \| Avignon TGV \| \| \| 6:27 \| Marseille-Saint-Charles \| Marseille-Saint-Charles \| \| \| \| \| \| \| \| (6:00) \| Avignon Centre (zwischen 2002 und 2014) \| Avignon Centre (zwischen 2002 und 2014) \| \| \| (6:47) \| Moûtiers (ski) \| Moûtiers (ski) \| \| \| (7:19) \| Aime la Plagne (ski: nur Aussteigen) \| Aime la Plagne (ski: nur Aussteigen) \| \| \| (7:37) \| Bourg-Saint-Maurice (ski) \| Bourg-Saint-Maurice (ski) \| Die angegebenen Zeiten geben die kürzesten planmäßigen Fahrzeiten ohne Zwischenhalte von London St Pancras an. |        |                                                       |                                                       |
| Kopfbahnhof Streckenanfang | 0:00   | London St Pancras                                     | London St Pancras                                     |
| Kopfbahnhof Streckenanfang (Strecke außer Betrieb) · Strecke |        | Waterloo International (bis Nov. 2007)                | Waterloo International (bis Nov. 2007)                |
| Strecke (außer Betrieb) · ehemaliger Haltepunkt / Haltestelle |        | Stratford International (noch nie planmäßiger Halt)   | Stratford International (noch nie planmäßiger Halt)   |
| Strecke (außer Betrieb) · ehemaliger Haltepunkt / Haltestelle | 0:16   | Ebbsfleet International (bis März 2020)               | Ebbsfleet International (bis März 2020)               |
| Strecke nach links (außer Betrieb) · Abzweig geradeaus und ehemals von rechts |        |                                                       |                                                       |
| ehemaliger Haltepunkt / Haltestelle | 0:30   | Ashford International (bis März 2020)                 | Ashford International (bis März 2020)                 |
| Tunnelanfang |        | Eurotunnel (Fahrtzeit 0:21)                           | Eurotunnel (Fahrtzeit 0:21)                           |
| Grenze (im Tunnel) |        | Staatsgrenze Vereinigtes Königreich/Frankreich        | Staatsgrenze Vereinigtes Königreich/Frankreich        |
| Tunnelende |        |                                                       |                                                       |
| ehemaliger Haltepunkt / Haltestelle | 0:54   | Calais-Fréthun (bis März 2020)                        | Calais-Fréthun (bis März 2020)                        |
| Bahnhof | 1:20   | Lille-Europe                                          | Lille-Europe                                          |
| Abzweig geradeaus und nach links · Strecke von rechts |        |                                                       |                                                       |
| Strecke · Grenze |        | Staatsgrenze Frankreich/Belgien                       | Staatsgrenze Frankreich/Belgien                       |
| Strecke · Abzweig geradeaus und nach links · Strecke von rechts |        |                                                       |                                                       |
| Strecke · Bahnhof · Kopfbahnhof Streckenende | 1:51   | Bruxelles-Midi/Brussel-Zuid                           | Bruxelles-Midi/Brussel-Zuid                           |
| Strecke · Grenze |        | Staatsgrenze Belgien/Niederlande                      | Staatsgrenze Belgien/Niederlande                      |
| Strecke von links · Abzweig geradeaus und nach rechts · Haltepunkt / Haltestelle | 3:01   | Rotterdam Centraal                                    | Rotterdam Centraal                                    |
| Strecke · Strecke · Kopfbahnhof Streckenende | 3:41   | Amsterdam Centraal                                    | Amsterdam Centraal                                    |
| Kopfbahnhof Streckenende · Abzweig geradeaus und ehemals nach links · Strecke von rechts (außer Betrieb) | 2:15   | Paris-Nord                                            | Paris-Nord                                            |
| Strecke · Haltepunkt / Haltestelle Streckenende (Strecke außer Betrieb) | (2:53) | Marne-la-Vallée – Chessy (wird nicht mehr angefahren) | Marne-la-Vallée – Chessy (wird nicht mehr angefahren) |
| Strecke von links · Abzweig geradeaus und nach rechts |        |                                                       |                                                       |
| Haltepunkt / Haltestelle · Strecke | 4:40   | Lyon-Part-Dieu                                        | Lyon-Part-Dieu                                        |
| Haltepunkt / Haltestelle · Strecke | 5:49   | Avignon TGV                                           | Avignon TGV                                           |
| Haltepunkt / Haltestelle Streckenende · Strecke | 6:27   | Marseille-Saint-Charles                               | Marseille-Saint-Charles                               |
| Abzweig geradeaus und ehemals nach links · Strecke von rechts (außer Betrieb) |        |                                                       |                                                       |
| Strecke · Haltepunkt / Haltestelle Streckenende (Strecke außer Betrieb) | (6:00) | Avignon Centre (zwischen 2002 und 2014)               | Avignon Centre (zwischen 2002 und 2014)               |
| Haltepunkt / Haltestelle | (6:47) | Moûtiers (ski)                                        | Moûtiers (ski)                                        |
| Haltepunkt / Haltestelle | (7:19) | Aime la Plagne (ski: nur Aussteigen)                  | Aime la Plagne (ski: nur Aussteigen)                  |
| Haltepunkt / Haltestelle Streckenende | (7:37) | Bourg-Saint-Maurice (ski)                             | Bourg-Saint-Maurice (ski)                             |

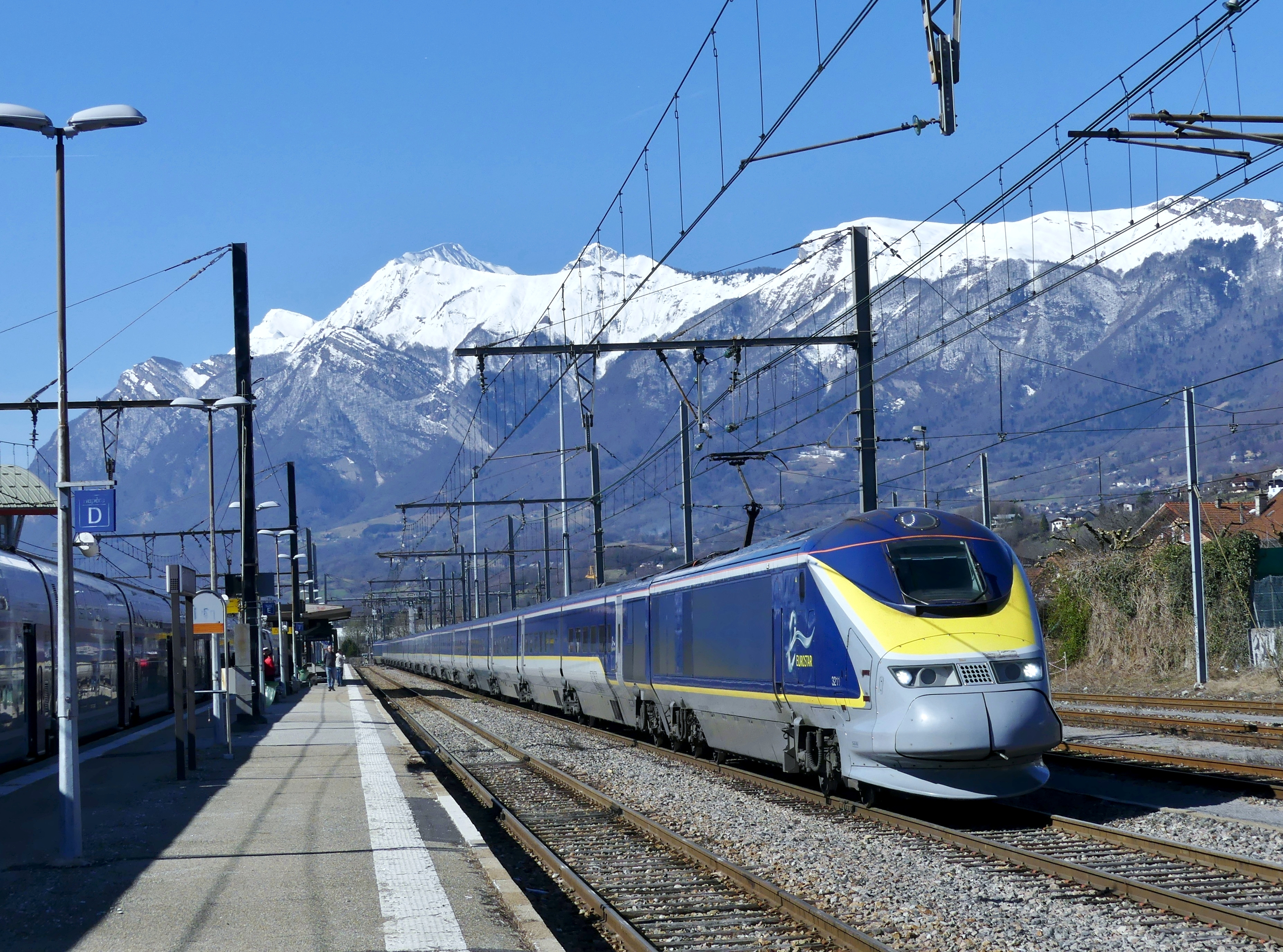
Ein Eurostar passiert den Bahnhof Albertville ohne Halt (2018).

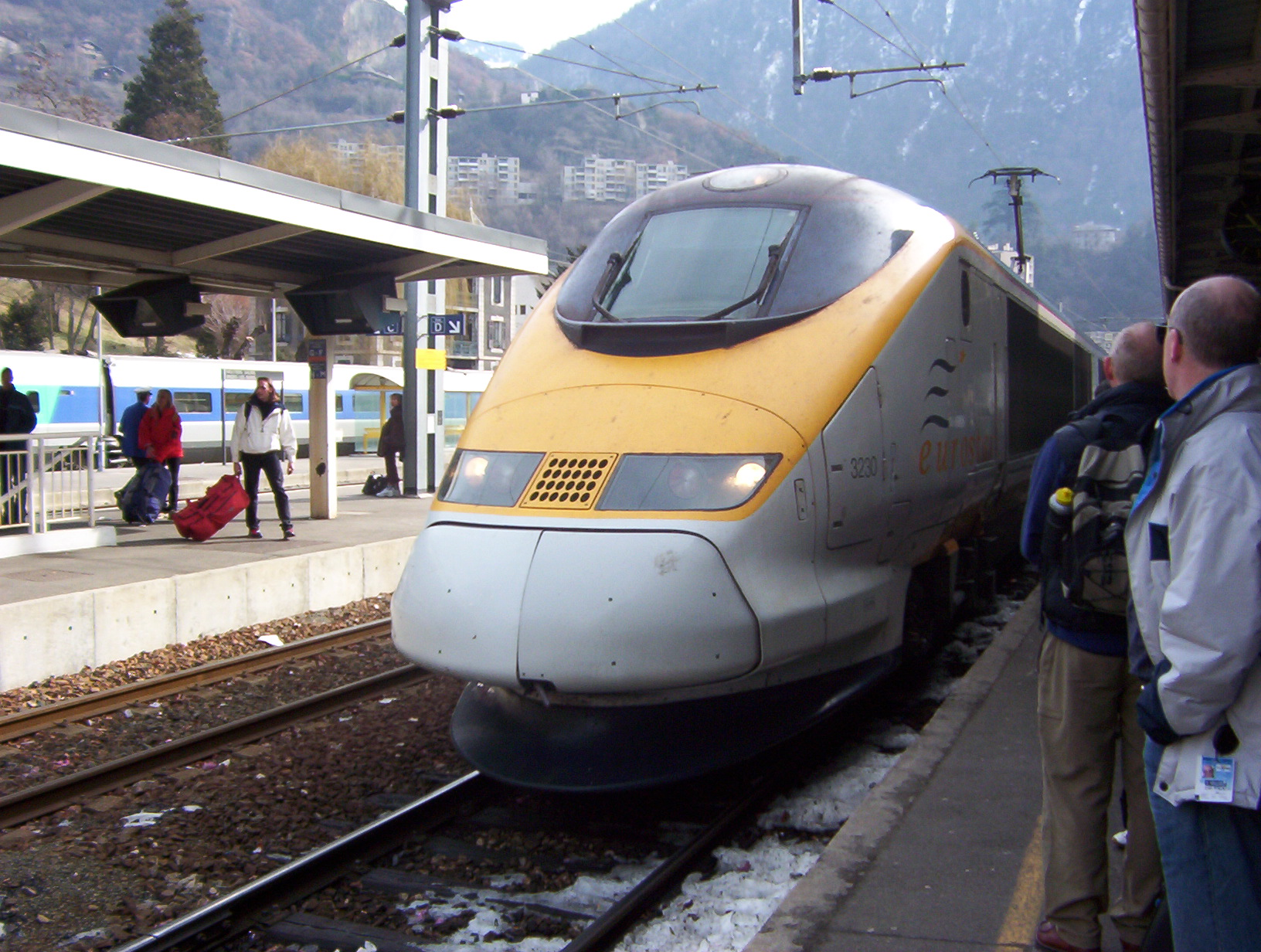
Ein Eurostar in Moûtiers, französische Alpen (2003)

Den Kern des Streckennetzes von Eurostar bilden Verbindungen zwischen London und den Hauptstädten von Frankreich und Belgien. Auf ihrer Fahrt von England nach Frankreich unterqueren die Eurostarzüge den Ärmelkanal durch den 1994 fertiggestellten Eurotunnel und verkehren seit 2007 fast ausschließlich auf Hochgeschwindigkeitsstrecken.
Das Streckennetz wurde über die Verbindungen von London St Pancras zu den Bahnhöfen Brüssel-Süd und Paris-Nord hinaus in den 2000er Jahren ausgebaut zu weiteren Zielen in Frankreich und ab 2018 in den Niederlanden (siehe #Spätere Entwicklung).
Der EU-Austritt des Vereinigten Königreichs und die 2020 erfolgte Reduzierung des Betriebs wegen Reiseeinschränkungen aufgrund der Corona-Pandemie führten zu einer Reduzierung des Streckennetzes.
Eurostar-Züge fuhren – vor der Angebotsreduzierung – außer zu den Bahnhöfen Brüssel-Süd und Paris-Nord in Frankreich zu weiteren Zielen. So wurde einmal täglich der Bahnhof Marne-la-Vallée - Chessy (Disneyland Resort Paris) angefahren und saisonal einmal wöchentlich Avignon im Süden Frankreichs beziehungsweise Bourg-Saint-Maurice in den französischen Alpen. Seit dem 1. Mai 2015 wurde mehrmals wöchentlich eine Verbindung nach Marseille (mit Halten in Lyon und Avignon) angeboten.
Innerhalb Englands hielten einige der Züge auf dem Weg zum Kanaltunnel noch im Bahnhof Ebbsfleet International und/oder im Bahnhof Ashford International und manche nach Durchqueren des Tunnels im französischen Bahnhof Calais-Fréthun. Erhalten geblieben sind Halte im Bahnhof Lille-Europe.
Seit September 2003 kann in England der erste Abschnitt für Hochgeschwindigkeiten benutzt werden (Channel Tunnel Rail Link). Am 14. November 2007 wurde der zweite Abschnitt der im November 2006 in High Speed 1 umbenannten Hochgeschwindigkeitsstrecke in Betrieb genommen und der Londoner Endpunkt der Strecke vom Bahnhof Waterloo in den renovierten Bahnhof St Pancras verlegt. Mit Inbetriebnahme des Neubaustrecken-Abschnitts stieg der Umsatz von Eurostar binnen sechs Wochen um 20 Prozent an; die Zugverbindungen erreichten zwischen London und Paris nach Angaben von Eurostar von 2008 einen Marktanteil von rund 70 Prozent. Im Markt für Geschäftsreisen wurde der Marktanteil zwischen beiden Städten mit 86 Prozent angegeben.
Am 19. November 2007 wurde dann auch der neue Bahnhof Ebbsfleet International im westlichen Kent in Betrieb genommen. Das Unternehmen Eurostar verband die Eröffnung des neuen Bahnhofs Ebbsfleet mit der Unterstützung des Fußballclubs Ebbsfleet United. Ende des Jahres 2009 konnte auch der neue Bahnhof Stratford International im Osten Londons eröffnet werden. Dieser wird von Eurostar trotz politischen Drucks nicht bedient, da der zusätzliche Halt 9 km vor der Endstation St Pancras einen zu hohen Zeitverlust bedeuten würde.
Am 16. Mai 2006 legte ein Sonderzug mit den Triebzügen 3209 und 3210 den 1421 km langen Weg von London nach Cannes in 7 Stunden und 25 Minuten zurück. Die Fahrt sollte als längste internationale Nonstop-Bahnfahrt mit elektrischem Antrieb ins Guinness-Buch der Rekorde eingehen.
Das bisherige Londoner Bahnbetriebswerk North Pole Depot im Westen Londons wurde im November 2007 durch das neue Temple Mills Depot nördlich des Bahnhofs Stratford International ersetzt.
Seit 4. April 2018 verkehren täglich mehrere Zugpaare zwischen London und Amsterdam mit Zwischenhalten in Brüssel und Rotterdam. Da es noch keine Vereinbarung zwischen den Niederlanden und dem Vereinigten Königreich über die Durchführung der Grenzkontrollen auf niederländischem Boden gibt, müssen Fahrgäste in Richtung London bis auf weiteres in Brüssel aussteigen, um die Einreisekontrollen zu absolvieren. Die Reisezeit von London nach Rotterdam beträgt rund 3 Stunden; die Reisezeit nach Amsterdam Centraal beträgt rund 3 Stunden und 41 Minuten. Die Rückreisezeit beträgt wegen der Grenzkontrollen in Brüssel rund eine halbe Stunde mehr.

## Sonstiges

### Besonderheiten beim Zustieg als Reisender
Die Eurostarzüge nutzen separate, vom übrigen Bahnverkehr getrennte Terminals. Um an Bord der Züge zu gelangen, sind (analog zum Luftverkehr) ein Check-in sowie Pass- und Sicherheitskontrollen erforderlich. Die Reisenden müssen sich zum Check-in spätestens 30 Minuten vor der planmäßigen Abfahrt ihres Zuges am Check-in-Schalter im Eurostar-Terminal eingefunden haben und sich dort mit ihrer Fahrkarte zur Abfertigung anmelden. Bereits nach dem Check-in erfolgen am Abfahrtsbahnhof die erforderlichen Grenzkontrollen für die Einreise in das Zielland, da Großbritannien dem Schengen-Raum nicht angehört. 

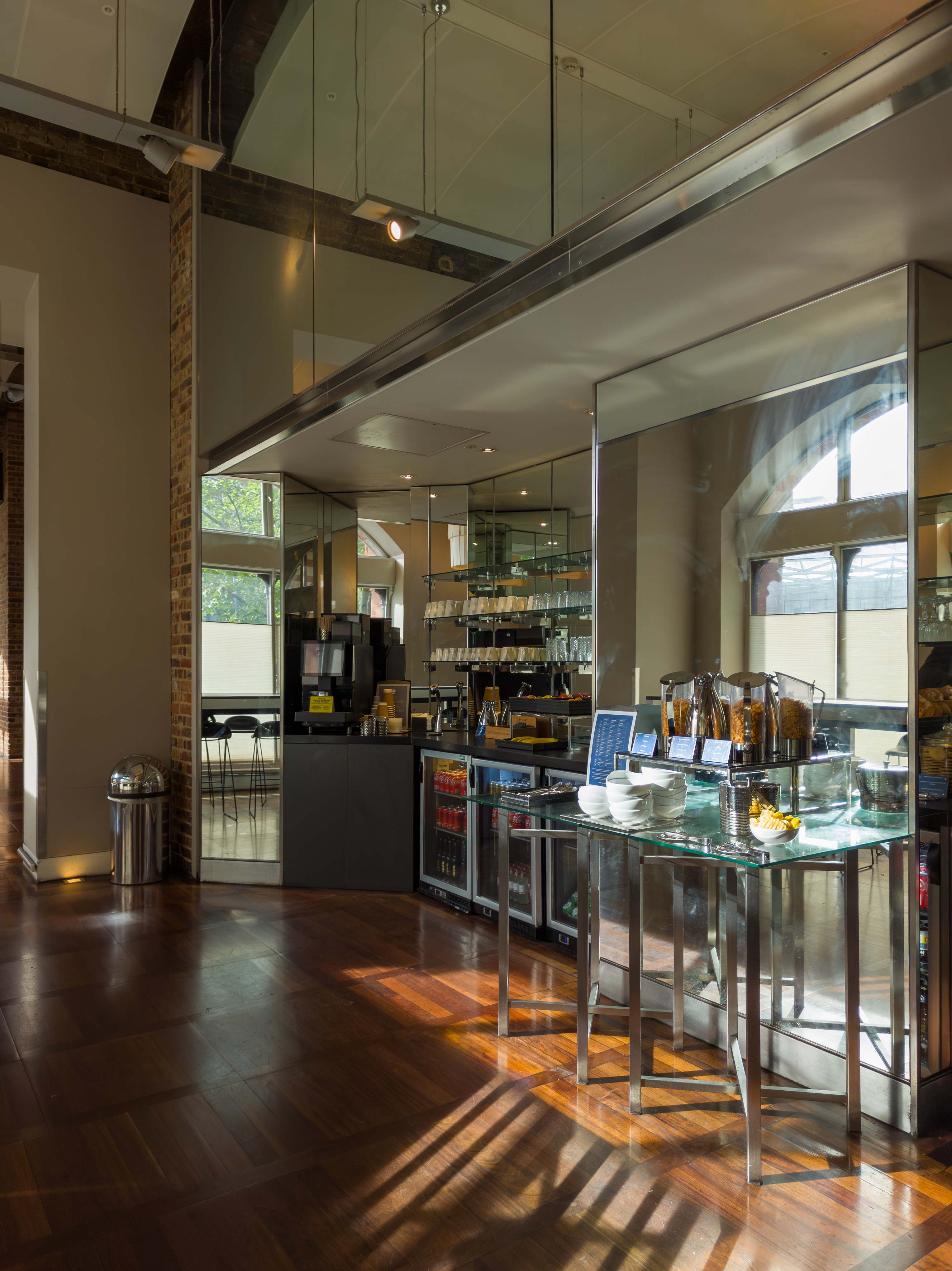
Wartebereich für Eurostar Premier-Fahrgäste im Bahnhof St Pancras

Zusätzlich zur Passkontrolle wird des Weiteren eine Sicherheitskontrolle der Reisenden sowie ihres Gepäcks durchgeführt. Bei Reisen innerhalb des Schengen-Raums (zum Beispiel von Brüssel-Süd nach Lille-Europe) mussten sich die Fahrgäste vor der britischen Grenzkontrolle nicht ausweisen, was von illegalen Einwanderern ohne gültige Einreisepapiere gerne als Schlupfloch genutzt wurde. Seit Dezember 2014 werden Reisende von Brüssel nach Lille oder Calais deshalb in einem gesonderten Bereich abgefertigt und in einem getrennten Wagen befördert. Fahrkarten für die Verbindung von Brüssel-Süd nach Lille-Europe oder Calais können über die Eurostar-Internetseite nur dann gebucht werden, wenn zuvor als Wohnsitzland „Großbritannien“, „Frankreich“ oder „Belgien“ gewählt wurde, außerdem im Eurostar nach London-St Pancras die Beförderung von Brüssel-Süd nach Lille-Europe eingestellt, um dieses Schlupfloch zu schließen.
Wurden der Check-in sowie die Pass- und Sicherheitskontrollen erfolgreich absolviert, führt der weitere Weg vor dem Einstieg zunächst in einen Warteraum. Erst wenn durch das Personal im Terminal der Zug zum Einstieg freigegeben wurde, können dessen Wagen wie die eines gewöhnlichen Reisezuges vom Bahnsteig aus betreten werden.

### Entwicklung der Fahrgastzahlen
Im Jahr 1996 rechnete die Betreibergesellschaft LCR für das Jahr 2004 mit insgesamt 21,4 Millionen beförderten Reisenden pro Jahr. Tatsächlich wurde jedoch nur ein Drittel davon, nämlich rund 7,3 Millionen Reisende befördert. Allerdings ist ein kontinuierlicher Anstieg der Fahrgastzahlen zu beobachten; seit 2013 werden regelmäßig über 10 Millionen Reisende im Jahr befördert. Die folgende Tabelle gibt einen Überblick über die Entwicklung der Fahrgastzahlen (in Millionen):
| 1995 | 1996 | 1997 | 1998 | 1999 | 2000 | 2001 | 2002 | 2003 | 2004 | 2005 | 2006 | 2007 | 2008 | 2009 | 2010 | 2011 | 2012 |
| 3,0  | 4,8  | 6,0  | 6,3  | 6,6  | 7,1  | 6,95 | 7,1  | 6,31 | 7,27 | 7,45 | 7,85 | 8,26 | 9,1  | 9,2  | 9,5  | 9,7  | 9,9  |

| 2013 | 2014 | 2015 | 2016 | 2017 | 2018 | 2019 | 2020 | 2021 | 2022 | 2023 | 2024 |
| 10   | 10,4 | 10,4 | 10,0 | 10,3 | 10,9 | 11,0 | 2,5  | 1,6  | 8,3  | 10,7 | 11,2 |

Hinsichtlich der Verteilung der Transportleistung zwischen dem Schienen- und dem Luftverkehr nutzen mittlerweile 81 Prozent der Reisenden im Schienen- und Luftverkehr zwischen Paris und London die Eurostar-Züge (Stand: 2008). Im Markt für Geschäftsreisen wird der Marktanteil zwischen beiden Städten mit 86 Prozent angegeben (Stand: 2012).
Zuvor lag der Marktanteil der Züge, im Vergleich mit dem Flugverkehr, im Jahr 2000 zwischen London und Paris bei 63,4 %, zwischen London und Brüssel bei 46 %.
Er stieg bis Ende 2004 zwischen Paris und London auf 68 Prozent, zwischen Brüssel und London auf 63 Prozent. Eine erhebliche Steigerung erfolgte 2008, als mit Inbetriebnahme der Neubaustrecke zum Londoner Bahnhof St Pancras die Reisezeit um 20 Minuten verkürzt wurde.
Die durchschnittliche Auslastung der Züge lag 2011 bei rund 70 Prozent.

### Railteam
Eurostar International ist Gründungsmitglied des am 2. Juli 2007 gegründeten Railteam, eines Zusammenschlusses von vorerst sieben europäischen Eisenbahngesellschaften zur Stärkung des internationalen Hochgeschwindigkeitsverkehrs auf Schienen, um ein Gegengewicht zu vergleichbaren Zusammenschlüssen der Luftfahrtunternehmen zu bilden.
Hierdurch können unter anderem die Reisenden, welche einen Eurostar-Vielfahrerstatus haben, alle Lounges der Partnerbahnen benutzen, sowie umgekehrt alle Vielfahrer von Partnerbahnen die drei Eurostar-Lounges in Brüssel, Paris und London.

### Spätere Entwicklung

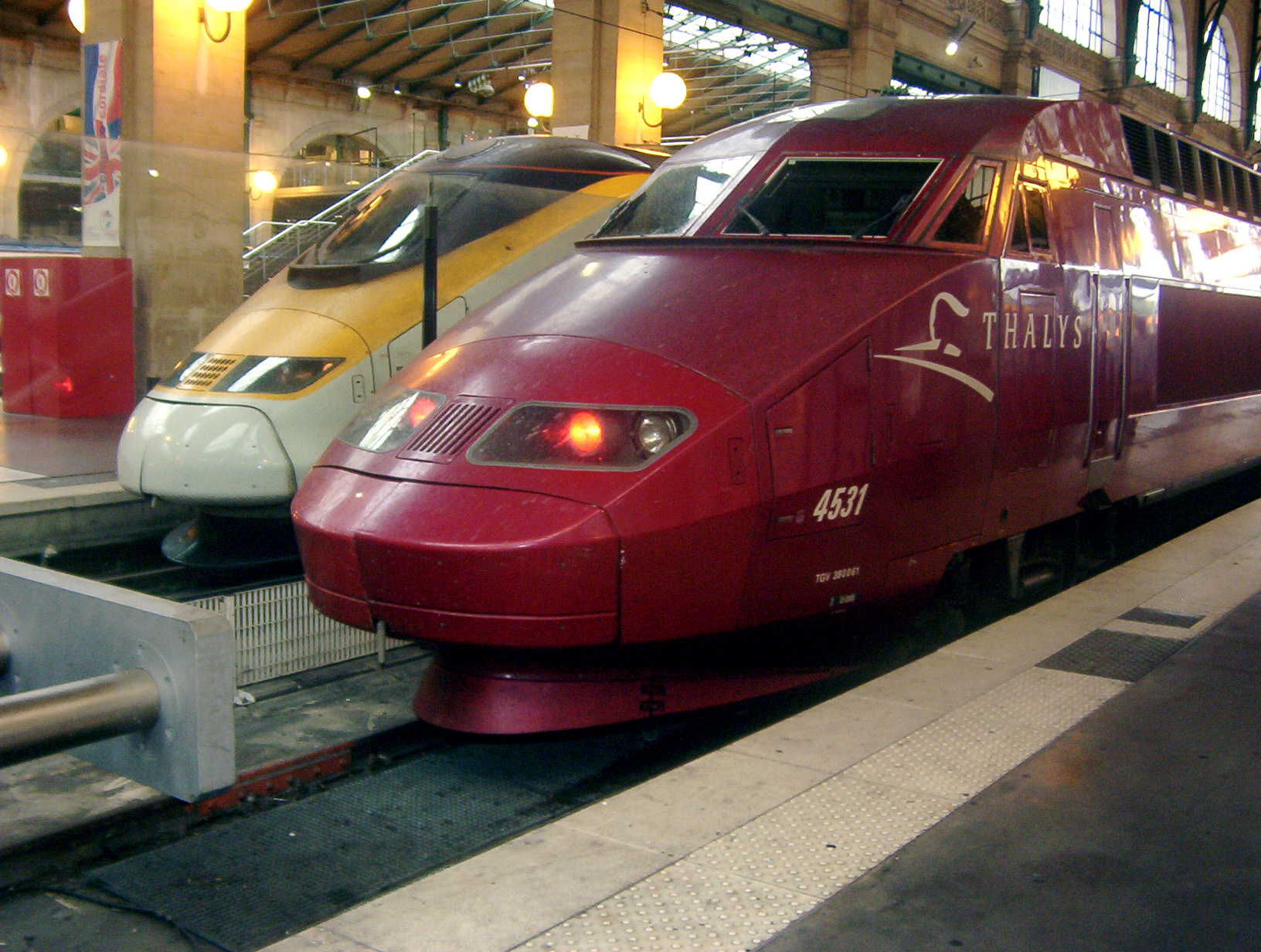
Ein Eurostar und ein Thalys im Gare du Nord in Paris (2004)

Einer Ausdehnung auf andere Ziele auf dem Kontinent standen lange technische und politische Faktoren im Wege, die eine Bedienung jenseits von Paris und Brüssel unwirtschaftlich machten.
Zum einen waren die von den TGV abgeleiteten Eurostar-Züge als Mehrsystemfahrzeuge für den Betrieb in Großbritannien (LCR), in Frankreich (SNCF) und in Belgien eingerichtet, doch der Einbau weiterer Zugbeeinflussungseinrichtungen wäre am Platzmangel gescheitert. Auch die Vorbereitung für den Betrieb unter 15 Kilovolt bei 16,7 Hertz, wie im Bahnnetz der deutschsprachigen Länder üblich, wäre einer Neukonstruktion gleichgekommen.
Zudem verlangte das Network Statement von Eurotunnel, dass die Züge mindestens 375 Meter lang und für die Fahrgäste durchgängig sein müssen, damit bei einem Nothalt im Tunnel alle Fahrgäste durch eine Tür aus dem Zug zu einem der Notausgänge aussteigen können, die alle 375 Meter zum Servicetunnel führen. Daneben wurde bis 2011 gemäß dem britisch-französischen Vertrag über die Konzession verlangt, dass – „sofern nicht anders geregelt“ – alle Züge vorn und hinten eine Lokomotive haben müssen, damit diese je einen Teil des Zuges aus dem Tunnel ziehen könnten.
Mit der Inbetriebnahme der auf der Siemens-Velaro-Plattform basierenden neuen Eurostar-320-Züge im November 2015 wurden diese technischen Hindernisse beseitigt. Bereits 2011 gab die Europäische Eisenbahnagentur (ERA) eine positive Stellungnahme zum verteilten Antrieb ab, wie er im Eurostar 320 eingesetzt wird. Aus diesem Grund hatte die Eurostar-Gruppe Ende September 2013 angekündigt, ihr Angebot nach Amsterdam (Niederlande) auszuweiten; das Vorhaben wurde schließlich im April 2018 umgesetzt.
Wegen dieser Netzausweitung plante daher 2010 auch die Deutsche Bahn, in Konkurrenz zu Eurostar zwischen Frankfurt am Main und London sowie zwischen Amsterdam und London zwei miteinander gekuppelte (und somit nicht durchgängig begehbare) Triebzüge der Baureihe 407 einzusetzen. Bei diesen Einheiten handelt sich um eine dem Eurostar 320 bauähnliche Entwicklungslinie des Velaro. Diese Pläne werden seit 2014 nicht weiter verfolgt.

## Zwischenfälle
- Ende Mai 2000 verlor ein Eurostar-Zug bei Einfahrt in den Eurotunnel ein Drehgestell.
- Am Abend des 5. Juni 2000 entgleiste der mit rund 240 Reisenden besetzte Eurostar-Triebzug 3101/3102 mit rund 240 km/h bei Arras. 13 Menschen, überwiegend Zugpersonal, wurden verletzt.[73]
- In der Nacht vom 18. auf den 19. April 2008 blieb der mit etwa 640 Fahrgästen besetzte Eurostar 9054 etwa 100 km von Paris entfernt liegen. Nach einer Verkettung von technischen und organisatorischen Problemen erreichte der Zug den Zielbahnhof Paris Nord mit einer Verspätung von knapp zehn Stunden.[74]
- Am 19. Dezember 2009 ereignete sich eine wetterbedingte Panne bei Eurostar. Mehrere Züge waren im Tunnel unter dem Ärmelkanal stehen geblieben, da ihre Technik die Kondenswasserbildung durch schmelzenden eingedrungenen Schnee nicht verkraftete. Mehr als 2000 Reisende steckten stundenlang fest.[75]
- Am 7. Januar 2010 blieb nach heftigen Schneefällen in Frankreich und Großbritannien erneut ein Zug im Tunnel stecken. Er wurde mit 240 Reisenden an Bord von einer Lokomotive in den Bahnhof Ashford geschleppt. Eurostar sperrte anschließend den Tunnel für weitere Durchfahrten.[76]
- Am Abend des 7. Mai 2014 prallte bei Hazebrouck ein aus London kommender Zug (EST 9054) gegen einen auf den Gleisen stehenden Hirsch. Die rund 450 unverletzten Reisenden trafen mit mehr als fünf Stunden Verspätung gegen 4:30 Uhr am Zielort Paris ein.[77]
- In der Nacht vom 20. auf den 21. November 2014 blieben zwei Eurostar-Züge aufgrund beschädigter Fahrleitungen nahe Lille stehen. Betroffen waren in den beiden Zügen etwa 1300 Reisende. Es kam zu Verspätungen um sechs bzw. neun Stunden.[78]
- Im Sommer 2015 drangen wiederholt afrikanische und asiatische Flüchtlinge, die von Frankreich weiter nach Großbritannien wollten, zu den Zügen vor oder in den Tunnel ein. Insgesamt waren es mehrere tausend Personen, die mit großem Aufwand abgewehrt wurden. In der Nacht vom 1. auf den 2. September 2015 wurden fünf Züge wegen Menschen auf den Gleisen angehalten, drei davon wieder zurückgefahren. Hunderte Reisende mussten Stunden in den Bahnhöfen warten.[79]